# Usumacinta

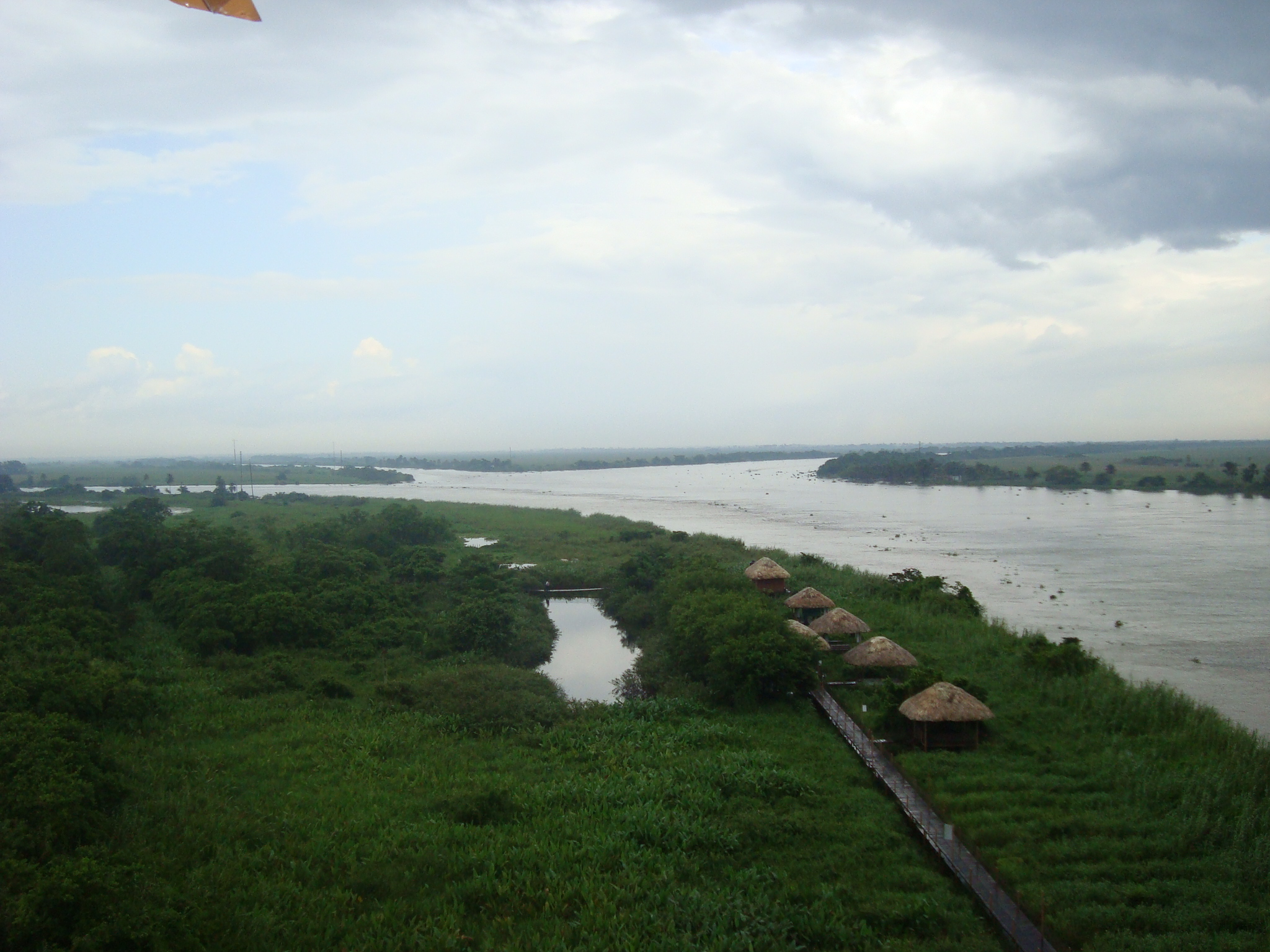
I "Tres Brazos" förenar sig Usumacinta med San Pedrito och Grijalvafloden, i Centla våtland, biosfärreservat, Tabasco.

Usumacinta (uppkallad efter Vrålapor) är en flod med sitt utbredningsområde i sydöstra Mexiko och nordvästra Guatemala. Den är bildad av sammanflödet mellan floden Río de La Pasión, som rinner upp i Sierra de Santa Cruz i Guatemala och floden Rio Salinas, även känd som Chixoy, eller Negro, som kommer ner från Sierra Madre de Guatemala. Den bildar en del av gränsen mellan Guatemala och Chiapas och fortsätter därefter på sin nordvästliga bana, meandrande genom mexikostaten Tabasco till Mexikanska golfen.

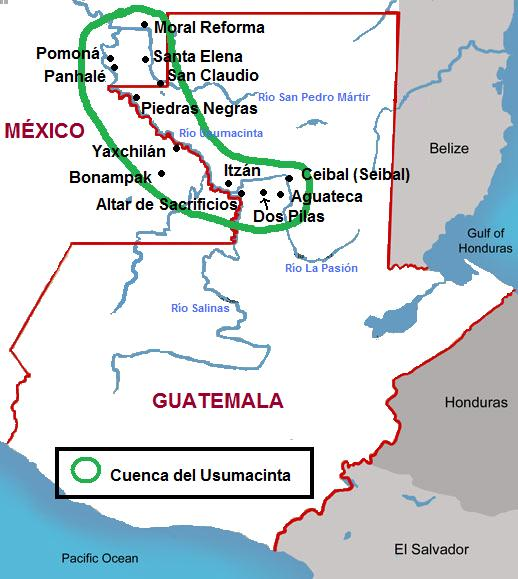
Karta över Usumacintas flodområde

## Flodområdet
Flodområdet är en delregion av Mesoamerika, som kännetecknas av arkeologiska fyndplatser och som upptar delar av delstaterna Tabasco och Chiapas i Mexiko, liksom departementet Petén i nordöstra Guatemala.
Huvuddelen av de arkeologiska fyndplatser som befinner sig i Usumacintas med bifloder flodområde, blomstrade under mayakulturens klassiska period mellan åren 250 och 900 vår tideräkning; bland andra finns här viktiga mayaruiner som Moral Reforma, Pomoná och San Claudio i Tabasco, Yaxchilán och Bonampak i Chiapas, liksom Waka', Piedras Negras, Dos Pilas, Ceibal, Itzán, Altar de Sacrificios, Aguateca och Cancuén i departementet Petén.